# A Nice Indian Boy
A Nice Indian Boy är en amerikansk romantisk komedifilm från 2024 i regi av Roshan Sethi.
Filmen är baserad på Madhuri Shekars pjäs med samma namn och följer Naveen, en indisk-amerikansk läkare, som tar med sig sin fästman Jay – en vit man som adopterats av indiska föräldrar – för att träffa sin traditionella familj. I huvudrollerna ses Karan Soni som Naveen, Jonathan Groff som Jay, Sunita Mani som Arundhathi, Zarna Garg som Megha och Harish Patel som Archit.
Filmen premiärvisades på filmfestivalen South by Southwest den 12 mars 2024 och hade biopremiär i USA den 4 april 2025, med Blue Harbor Entertainment som distributör.

## Handling
När Naveen (Karan Soni) deltar i sin syster Arundhathis (Sunita Mani) bröllopsfest, insisterar familj och vänner på att han står näst på tur att gifta sig. Sex år senare är Naveen fortfarande singel och arbetar som läkare tillsammans med sin betydligt mer utåtriktade kollega Paul (spelad av Peter S. Kim). Naveen har svårt att skapa romantiska relationer, dels på grund av sin blyghet, dels för att han upplever att hans föräldrar inte är bekväma med hans sexuella läggning.
När han ber vid ett tempel till Ganesha stöter Naveen oväntat på en vit man. De möts igen på jobbet, där det visar sig att mannen är en professionell fotograf vid namn Jay (spelad av Jonathan Groff), och Naveen känner sig genast attraherad. Jay bjuder ut Naveen på bio, och filmen visar sig vara den välkända Bollywoodklassikern Dilwale Dulhania Le Jayenge (även känd som DDLJ). Jay berättar att han var fosterbarn och adopterades av indiska invandrarföräldrar, som nu är avlidna.
Jay och Naveen kommer allt närmare varandra och flyttar så småningom ihop, trots spänningar mellan Jays mer bohemiska och fria livsstil och Naveens motvilja att introducera honom för sin familj. Under ett gräl, där Jay säger att Naveen aldrig uttrycker vad han själv vill, bryter Naveen slutligen ihop och avslöjar känslosamt att han faktiskt delar Jays romantiska dröm om ett stort familjebröllop – vilket i praktiken blir ett slags frieri. Han går även med på att ta med Jay hem för att träffa Arundhathi och sina föräldrar Megha (Zarna Garg) och Archit (Harish Patel).
Trots att mötet till en början går bra, blir Jay stressad av den ökande spänningen mellan Naveen och Arundhathi, liksom av Naveens vita lögner som ska få Jay att framstå som mer acceptabel inför Megha och Archit. För att lugna nerverna använder Jay en vape med marijuana på Meghas och Archits badrum, något som Arundhathi avslöjar för deras föräldrar – till deras ogillande. Jay ursäktar sig och lämnar huset, varpå Arundhathi chockerar familjen genom att meddela att hon tänker lämna sin man.
Jay, som upplever att Naveen inte accepterar honom som han är, packar sina saker och flyttar ut från Naveens lägenhet. Arundhathi stannar hos Naveen och ber om ursäkt för att hon bidrog till bråket mellan honom och Jay. Naveen bestämmer sig för att vinna tillbaka Jay och vågar kliva utanför sin trygghetszon genom att iscensätta en romantisk scen från DDLJ, som ett ordentligt frieri. Jay accepterar lyckligt.
Megha kastar sig med entusiasm in i bröllopsförberedelserna, medan Archit till en början är avvaktande. Naveen blir arg och tror att Archit fortfarande inte har accepterat hans sexualitet. Archit bjuder då in Jay till att laga mat tillsammans, lär känna honom bättre och inser att Jay är en god partner för Naveen. Megha berättar för Naveen att hon och Archit faktiskt accepterar hans läggning, men att de känner att han har dragit sig undan från dem – och att de är rädda för att han kommer att stöta bort dem helt.
Vid bröllopet framför Naveen och hans familj ett inövat dansnummer till Jay. Megha tröstar Arundhathi kring hennes skilsmässa och håller ett känslosamt tal, som till och med rör den vanligtvis reserverade Archit till tårar. Filmen avslutas med att Naveen och Jay dansar tillsammans, omgivna av vänner och familj.

## Rollista
- Karan Soni – Naveen Gavaskar
- Jonathan Groff – Jay Kurundkar
- Sunita Mani – Arundhathi Gavaskar
- Zarna Garg – Megha Gavaskar
- Harish Patel – Archit Gavaskar
- Peter S. Kim – Paul
- Sas Goldberg – Billie
- Sean Amsing – Neel
- Jason Bradstock – Polly Parton
- James Cousineau – bröllopsgäst
- Keith Dallas – sjuksköterska
- Dhirendra – bröllopsplanerare
- Devinder Dillon – pandit (hinduisk präst)
- Pete Graham – Grinig läkare
- Balinder Johal – urgammal farmor
- Seth Ranaweera – Manishs pappa
- Tyler Roberge – "bror"
- Ryan Roopnarine – Marskalk
- Sachin Sahel – Manish